# Titusbågen

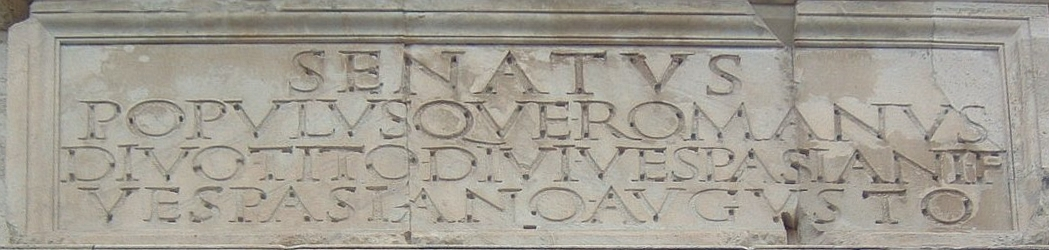
Inskriptionen på bågen.

Titusbågen är en romersk triumfbåge belägen på Via Sacra på Forum Romanum i Rom.
Titusbågen uppfördes år 81 till triumfen av den samma år avlidne kejsaren Titus erövring av Jerusalem år 70. Två reliefer på bågens insida skildrar den seger Titus firade i Rom tillsammans med sin far Vespasianus. Här avbildas triumftåget och bytet från Jerusalems tempel, bland annat den sjuarmade ljusstaken. Dessa skatter ställdes sedan upp på det närbelägna Forum Pacis ("Fredens forum"). 
Titusbågen inkorporerades under medeltiden i ett försvarssystem och frilades av arkitekten Giuseppe Valadier 1819–1821. Man kan se skillnaden mellan de ursprungliga delarna i marmor och de förlorade partierna, som Valadier ersatte med travertin.
Titusbågen utgjorde inspirationskälla för andra bågar som uppfördes efter den, bland annat Triumfbågen i Paris.

## Inskription
Inskriptionen på den sidan av bågen som bilden till höger visar är:

SENATVS

POPVLVSQVE·ROMANVS

DIVO·TITO·DIVI·VESPASIANI·F

VESPASIANO·AVGVSTO

Förenklat:
Senatus populusque romanus divo Tito divi Vespasiani filio Vespasiano Augusto.

Översättning:
Senaten och det romerska folket (tillägnar detta) till den gudomliga Titus Vespasianus Augustus, son av den gudomliga Vespasianus Augustus.

Ordagrann översättning:
Senaten och det romerska folket, till den gudomliga Titus av den gudomliga Vespasianus, för sonen Vespasianus Augustus.